# Mehmet Ayberk Koşak
Mehmet Ayberk Koşak (Konak, 1º aprile 2001) è un ginnasta turco.

## Biografia
La sua squadra di club è il Göztepe Spor Kulübü di Smirne.
Agli europei di Monaco di Baviera 2022 ha guadagnato il bronzo nel concorso a squadre con i compagni Ferhat Arıcan, Ahmet Önder, Adem Asil e Kerem Şener.
Agli europei individuali di Adalia 2023 ha ottenuto l'argento nel concorso a squadre, con la stessa formazione degli europei di Monaco di Baviera.

## Palmarès
- Europei

Monaco di Baviera 2022: bronzo nel concorso a squadre;
- Europei individuali

Adalia 2023: argento nel concorso a squadre;